# Steccherinum aggregatum
Steccherinum aggregatum är en svampart som beskrevs av Hjortstam & Spooner 1990. Steccherinum aggregatum ingår i släktet Steccherinum och familjen Meruliaceae.   Inga underarter finns listade i Catalogue of Life.